# Protomeceras
Protomeceras là một chi bướm đêm thuộc họ Noctuidae.